# Helvetas Swiss Intercooperation
Хельветас Суис Интеркооперэйшн (Helvetas Swiss Intercooperation) — независимая швейцарская организация, созданная в 1955 для оказания помощи слаборазвитым странам. В настоящее время осуществляет проекты по улучшению жизни населения в 32 странах.

## История
В 1947 году Родольфо Ольджати, глава швейцарского благотворительного фонда и соучредитель SHAG, призвал к мирной работе в слаборазвитых странах. Его идею разделили люди из разных слоев общества, профессий, вероисповеданий и социальных слоев. В июне 1955 была сформирована «Швейцарская организация по оказанию помощи странам за пределами Европы» (SHAG), которая в 1965 была переименована в Хельветас. Задачами были осуществление проектов по улучшению качества жизни бедного населения в странах за пределами Европы.
Непал стал одной из первых стран, которой была оказана помощь в развитии сельского хозяйства. Затем последовали проекты в Азии, Латинской Америке и Африке.
Хельветас содействует развитию сельского хозяйства, рациональному использованию природных ресурсов, обучению и культуре.

### Проект в Непале
В рамках программы в Катманду были организованы фабрики по производству молока и сыра. В высокогорной долине Джири были созданы консультационные службы по сельскому и лесному хозяйству, сельская школа и больницу. В труднодоступных горных районах были построены висячие мосты, которые стали символом помощи.